# 桥园公园
桥园公园（或直接称为桥园）是位于天津市河东区的一座公园。公园位于天山路、盘山道和卫昆桥所围成的扇形区域内，占地面积22万平方米，其中生态水域面积近13.33万平方米。该地块曾作为靶场和垃圾堆放处，于2006年开始改造为公园，2008年正式开园，此后又在2014年进行了整体提升改造。因为公园建有桥博物馆和总长955m的观景廊桥，展示了天津的桥文化，故名“桥园”。
桥园公园是国家AAA级景区，是河东区最大的公园，也是天津市最大的人造生态湿地公园。2009年，桥园公园在西班牙巴塞罗那举办的世界建筑节上获“全球最佳景观奖”。
公园封闭管理，每天7:00-22:00免费开放。